# Ulick na gCeann Burke (1er comte de Clanricard)
Ulick ou Uilleag na gCeann Burke (mort le 19 octobre 1544), est le 12e Seigneur de Clanricard et 1er comte de Clanricard. il est surnommé Mac William na-gCeann, c'est-à-dire « des Têtes », car il est réputé « avoir édifié un monticule avec les têtes d'hommes tués dans la bataille avant de le recouvrir de terre », il est le fils de Richard Mór Burke 9e seigneur de Clanricard par une fille de Ó Madden de Portumna

## Biographie
Ulick succède en 1538 à son oncle Risdeárd Bacach Burke à la tête du Clan « Mac William Uachtar », qui détenait de vastes domaines dans le comté de Galway. En mars 1541 il écrit au roi Henri VIII, en se lamentant de la dégénérescence des membres de sa famille qui se sont rebellés contre le royaume d'Angleterre au milieu du XIVe siècle, et « qui ont été amenés à adopter les règles irlandaises et à la désobéissance en raison de mariages et  [sic] de la proximité d'irlandais, parfois rebelles, autour d'eux », il remet lui-même ses États entre les mains du roi. La même année il est présent à Dublin, lors de la signature de l'acte qui fait d'Henri VIII le Roi d'Irlande.
En 1543, en compagnie d'autres chefs Irlandais il rend visite au roi à Greenwich et fait sa pleine soumission dans le cadre de la politique royale de Renonciation et restitution. Il est confirmé dans la capitainerie et le gouvernement de Clanricard, et le 1er juillet 1543, il est créé Comte de Clanricard et Baron de Dunkellin dans la pairie d'Irlande. Il se voit restituer la plus grande partie des anciens territoires avec en plus d'autres domaines. L'attribution de titres anglais impliquait l'abandon de ses titres indigènes, l'adoption des coutumes et lois anglaises, la promesse d’allégeance à la couronne d'Angleterre, l'apostasie de l'église catholique romaine, et la conversion à l'église anglicane. Dans sa revue de l'État de l'Irlande en 1553, le Lord Chancelier Cusake constate que « l'élévation de Mac William au titre de comte de Clanricard avait rendu la région à cette époque tranquille et obéissante ».
Il ne profite guère de ses nouvelles dignités anglaises car il meurt peu après son retour en Irlande le 19 octobre 1544. Il est présenté par les Annales de Loch Cé comme « un haut et fier seigneur », qui « avait placé de nombreuses personnes sous son joug », et par les Annales des quatre maîtres comme « le plus vaillant des anglais du Connacht ».

## Unions et postérité
Burke s'était marié trois fois . La première avec Grany ou Grace, fille de Mulrone O'Carroll, qui lui donne Richard Sassanach Burke son successeur comme 2ecomte de Clanricard. Cette union est la seule qui est considérée comme valide. 
Après son divorce d'avec Grace; il épouse ensuite Honora, sœur de Ulick de Burgh, mais divorce de nouveau et se remarie avec Maire Lynch, avec qui il a: John, prétendant au comté en 1568. Selon le Burke's Peerage, il a plusieurs autres fils, Thomas « l' Athlète », tué par un tir d'arme à feu en 1545, Redmond « de Broom », mort en 1595, et Edmund, mort en 1597.
Du fait de ses unions successives et relations extra-conjugales de nombreux candidats entre en lutte pour ses titres de chef du Mac William de Clanricard et de comte. A l'annonce de la nouvelle de sa mort des dissensions éclatent dans le Connacht au sujet de sa succession son fils Richard Sassanach Burke devient Mac William et 2e comte de Clanricard, bien que nombre de ses sujets et des territoires voisins se prononcent en faveur de son frère Thomas,.

## Sources
- (en) T.W Moody, F.X. Martin, F.J. Byrne A New History of Ireland , Volume IX Maps, Genealogies, Lists. A companion to Irish History part II . Oxford University Press, réédition 2011  (ISBN 9780199593064).
- (en) Martin J. Black Journal of the Galway Archeological and Historical Society Vol VII n°1 « Notes on the Persons Named in the Obituary Book of the Franciscan Abbey at Galway » 1-28.